# Zaključak
Zaključak ili konkluzija nekog argumenta posjeduje karakteristiku valjanosti. Ako je zaključak valjan, tada nužno slijedi iz, prethodno navedenih, premisa. Ako zaključak nije valjan, tada on nije nužna posljedica premisa, odnosno, ne slijedi nužno iz istih. O njegovoj valjanosti ovisi valjanost cijelog argumenta. Nevaljani zaključak sadrži neku logičku pogrešku.

## Vrste zaključaka
- neposredan zaključak - onaj kod kojeg se jedan sud izvodi iz samo jednog drugog suda[1]
- opis posrednog zaključka proizlazi logično iz gornje definicije - to je zaključak kojim se jedan sud izvodi iz najmanje dva druga suda
  - deduktivan posredan zaključak
  - induktivan posredni zaključak
  - analogijski posredan zaključak